# 7766 Jododaira
7766 Jododaira eller 1991 BH2 är en asteroid i huvudbältet som upptäcktes den 23 januari 1991 av de båda japanska astronomerna Kazuro Watanabe och Kin Endate vid Kitami-observatoriet. Den är uppkallad efter Jododaira i japan.
Den tillhör asteroidgruppen Eos.